# Paralía Análipsis
Paralía Análipsis (grec moderne : Παραλία Ανάληψης) est une localité située dans le dème de Messíni, dans le district régional de Messénie, dans la périphérie du Péloponnèse, en Grèce.
Selon le recensement de 2021, elle compte 26 habitants.